# Бланк Максим Ігорович
Максим Ігорович Бланк (11 січня 1974, Київ, Українська РСР, СРСР — 3 січня 2019) — український менеджер і фінансист єврейського походження, перший заступник генерального директора Укрзалізниці.

## Освіта
У 1996 закінчив Київський державний торговельно-економічний університет за спеціальністю «Облік і аудит».

## Кар'єра
Трудову діяльність розпочав економістом 1-ї категорії у Департаменті державного боргу Міністерства фінансів України.
У 1996–2001 працював на різних посадах Департаменту державного боргу Міністерства фінансів України. Пройшов шлях від економіста 1-ї категорії до начальника управління планування та аналізу боргової політики Департаменту державного боргу Міністерства фінансів України.
З вересня 2001 по січень 2003 — директор Департаменту фінансового інжинірингу ЗАТ «ТАС-Інвестбанк».
З лютого 2003 по березень 2008 — керуючий директор ТОВ «Арта» Інвестиційні партнери".
З липня по листопад 2008 — директор, директор за сумісництвом ТОВ «Аструм Інвестиційний менеджмент».
З листопада 2008 по січень 2012 — в. о. генерального директора, генеральний директор ПрАТ "Компанія з управління активами «Форум».
З лютого по листопад 2012 — президент компанії ТОВ «Аструм Капітал».
З листопада 2012 по квітень 2014 — президент компанії ТОВ "Компанія управління активами «Аструм Управління Активами».
У квітні 2014 обіймав посаду головного радника генерального директора консультативно-координаційної групи Адміністративного управління Державної адміністрації залізничного транспорту України.
16 квітня 2014 призначено першим заступником генерального директора Державної адміністрації залізничного транспорту України.
З 8 вересня 2014 — тимчасовий виконувач обов'язків генерального директора Державної адміністрації залізничного транспорту України (Укрзалізниці), після того як постановою Кабінету міністрів № 809-р від виконання повноважень генерального директора «Укрзалізниці» був відсторонений Борис Остапюк на період перевірки окремих питань фінансово-господарської діяльності «Укрзалізниці».
7 липня 2015 відповідно до наказу Міністерства інфраструктури № 253 виконуючим обов'язки генерального директора «Укрзалізниці» був призначений Олександр Завгородній.
2014 року була відкрито карну справу та складено адміністративний протокол відповідно до п.2 ч.1 ст.14 ЗУ «Про засади запобігання і протидії корупції»
2014 — проведено обшук у квартирі. Вилучено наркотичну сировину, 500 000 долю США та близько 7 000 000 грн. [недоступне посилання з червня 2019]
[недоступне посилання з червня 2019]